# Antoine Houbrechts
Antoine Houbrechts (Tongeren, 6 de setembro de 1943) é um ciclista da Bélgica e venceu a Volta a Portugal em 1967.

## Carreira desportiva
- 1967, Flandria, Bélgica

## Palmarés
- 1967, venceu a Volta a Portugal